# Ellen Pompeo
Ellen Pompeo, née le 10 novembre 1969 à Everett, Massachusetts (États-Unis), est une actrice, réalisatrice et productrice américaine.
Elle est principalement connue pour tenir le rôle principal, Dre Meredith Grey, dans la série télévisée médicale à succès Grey's Anatomy, créée en 2005 par Shonda Rhimes.
Elle est également productrice de la série dérivée Grey's Anatomy : Station 19, diffusée à partir de 2018, pour laquelle elle reprend son rôle de Meredith Grey.

## Biographie

### Enfance et formation
Ellen Kathleen Pompeo est née le 10 novembre 1969 à Everett, (Massachusetts, États-Unis), fille de Joseph Pompeo, vendeur, et Kathleen Pompeo. Elle est d'ascendance italienne et irlandaise par son père ; elle a été élevée en tant que catholique avec ses 5 frères et sœurs dont elle est très proche. Son grand-père italien était originaire de Gesualdo en Campanie. Sa mère est décédée quand elle avait quatre ans et son père s'est remarié peu de temps après.
Ellen Pompeo travaille comme serveuse dans un bar de Miami quand elle commence à sortir avec le photographe de mode Andrew Rosenthal. Ensemble, ils déménagent à New York en 1995 où une directrice de casting l'approche pour tourner dans des publicités pour Citibank et L'Oréal,.

### Débuts (1996-2004)
Ellen Pompeo commence sa carrière d'actrice, au cinéma, en jouant dans quelques films indépendants, tels que Coming Soon (1999) et In the Weeds (2000).
Avant cela, c'est à la télévision qu'elle fait ses débuts, en 1996, en jouant dans un épisode de la série New York, police judiciaire. Elle réapparaîtra d'ailleurs, dans un autre rôle, en 1999, toujours le temps d'une intervention.
Entre 1999 et 2003, elle fait de nombreuses apparitions télévisées dans diverses séries américaines, comme Strangers with Candy, La Vie avant tout, La Famille Green, The Job et Friends.
Elle se taille une place dans l'industrie cinématographique grâce à son premier rôle dans un film majeur Moonlight Mile, réalisé par Brad Silberling en 2002. Elle y joue aux côtés des acteurs Susan Sarandon, Dustin Hoffman et Jake Gyllenhaal. Elle a reçu des critiques favorables pour son interprétation de femme troublée dans le film.
En 2003, elle rejoint le casting de la comédie dramatique Arrête-moi si tu peux de Steven Spielberg, aux côtés de Leonardo DiCaprio et de la comédie Retour à la fac, aux côtés de Luke Wilson, Vince Vaughn et Will Ferrell. Les deux productions rencontrent un franc succès au box office,. La même année, elle obtient un rôle secondaire dans Daredevil de Mark Steven Johnson. Il s'agit d'une adaptation cinématographique du personnage de Marvel Comics Daredevil, créé par Stan Lee et Bill Everett. Bien que le film soit largement rentabilisé, il déçoit la critique.
En 2004, elle est l'un des premiers rôles du court métrage Nobody's Perfect de Hank Azaria. Elle tourne également plusieurs scènes pour l'ambitieux Eternal Sunshine of the Spotless Mind, mais son personnage est supprimé lors du montage final. À la télévision, elle occupe l'un des rôles titres du téléfilm Braquage à l'espagnole aux côtés de William Baldwin.

### Grey's Anatomyet passage à la production (2005-présent)
En 2005, elle est approchée pour tenir le rôle de Becky dans Clerks 2 mais le refuse car elle vient tout juste de finir le tournage du pilote d'une nouvelle série, le rôle est finalement attribué à l'actrice Rosario Dawson. En effet, c'est cette année qu'elle devient la vedette de la série médicale sur fond de comédie dramatique, Grey's Anatomy, créé par Shonda Rhimes. Elle y joue le rôle de Meredith Grey, une interne, qui devient résidente puis titulaire en chirurgie au Seattle Grace Mercy West (un hôpital universitaire fictif qui change de nom pour le Grey Sloan Memorial Hospital à partir de la saison 9).
La série rencontre un succès fulgurant, critique et public, il permet de révéler l'actrice qui accède à une notoriété publique importante. En plus des récompenses communes, son interprétation est récompensée à de multiples reprises.
En 2007, par exemple, l'ensemble du casting gagne le Screen Actors Guild Awards de la meilleure distribution et Ellen Pompeo remporte le Satellite Award de la meilleure actrice dans une série télévisée dramatique. Elle décroche une nomination pour le Golden Globe de la meilleure actrice dans une série télévisée dramatique.
En 2013, elle remporte son premier People's Choice Awards de la meilleure actrice dramatique et gagne à nouveau, dans cette même catégorie, en 2015. Cette année-là, elle apparaît dans le clip vidéo Bad Blood de Taylor Swift, interprétant Luna, la chanteuse étant une adoratrice de la série Grey's Anatomy.
En 2017, après avoir prêté sa voix pour un épisode du dessin animé, Docteur La Peluche, elle fait ses débuts en tant que réalisatrice pour l'épisode 18 de la treizième saison de Grey's Anatomy. Cette année-là, elle obtient sa septième nomination pour un People's Choice Awards, toujours grâce à son travail sur la série.
Ellen Pompeo est ensuite promue, à partir du 300e épisode de la série médicale, productrice de Grey's Anatomy. Continuant, régulièrement, à intervenir derrière la caméra comme réalisatrice pour certains épisodes, elle est aussi, dans le même temps, choisie en tant que co-productrice de la nouvelle série dérivée développée par Shonda Rhimes, Station 19.
En 2020, elle remporte le prix de la star féminine de télévision de l'année aux People's Choice Awards. Lors de cette même cérémonie, le programme Grey's Anatomy est récompensé par le prix de la meilleure série, 17 ans après ses débuts.

### Vie privée
Depuis novembre 2003, Ellen Pompeo partage la vie d'un producteur de musique américain, Christopher « Chris » Ivery (né le 7 février 1966) - rencontré cette même année dans une épicerie à Los Angeles. Le couple se fiance en novembre 2006, puis se marie en toute discrétion le 9 novembre 2007 à l'hôtel de ville de New York. Ils ont trois enfants : deux filles, Stella Luna Pompeo Ivery (née le 15 septembre 2009) et Sienna May Ivery (née en septembre 2014 d'une mère porteuse), et un garçon, Eli Christopher Ivery (né le 28 décembre 2016 d'une mère porteuse).

## Filmographie

### Cinéma

#### Courts métrages
- 1999 : 8 1/2 x 11 de David Licata : La femme des ressources humaines
- 2000 : Eventual Wife de Bryan Bantry et Dave Diamond : Beth

#### Longs métrages
- 1999 : Coming Soon de Colette Burson (en) : Une fille déçue
- 2000 : Mambo Café (es) de Reuben Gonzalez : Stacie
- 2000 : In the Weeds (nl) de Michael Rauch : Martha
- 2002 : Moonlight Mile de Brad Silberling : Bertie Knox
- 2003 : Arrête-moi si tu peux de Steven Spielberg : Marci
- 2003 : Daredevil de Mark Steven Johnson : Karen Page
- 2003 : Retour à la fac de Todd Phillips : Nicole
- 2003 : Undermind (en) de Nevil Dwek : Flynn
- 2004 : Nobody's Perfect de Hank Azaria : Veronica
- 2005 : Life of the Party (en) (Life of the Party) de Barra Grant (en) : Phoebe Elgin

### Télévision

#### Clip
- 2015 : Bad blood de Taylor Swift : Luna

#### Séries télévisées
- 1996 : New York, police judiciaire : Jenna Weber (saison 6, épisode 16)
- 1999 : New York, police judiciaire : Laura Kendrick (saison 10, épisode 15)
- 1999 : Strangers with Candy : Lizzie Abrams (saison 1, épisode 8)
- 2000 : La Vie avant tout : Quincy Dunne (saison 1, épisode 21)
- 2000 : La Famille Green : Nina Acler (saison 1, épisode 20)
- 2001 : The Job : Sue (saison 1, épisode 6)
- 2004 : Friends : Missy Goldberg (saison 10, épisode 11)
- 2005-2024 : Grey's Anatomy : Meredith Grey (saisons 1 à 21 saisons)
- 2017 : Docteur La Peluche : Willow (voix, saison 4, épisode 14)
- 2018-2023 : Station 19 : Meredith Grey (3 épisodes)
- 2025 : Good American Family : Kristine Barnett

#### Téléfilm
- 2004 : Braquage à l'espagnole (Art Heist) de Bryan Goeres : Sandra Walker

### Productrice
- depuis 2017 : Grey's Anatomy (série télévisée)
- depuis 2018 : Grey's Anatomy : Station 19 (série télévisée)

### Réalisatrice
- 2017 : Grey's Anatomy : saison 13, épisode 18 - Be Still, My Soul
- 2018 : Grey's Anatomy : saison 14, épisode 15 - Old Scars, Future Hearts

## Distinctions
Sauf indication contraire ou complémentaire, les informations mentionnées dans cette section proviennent de la base de données IMDb.

### Récompenses
- Satellite Awards 2006 : Meilleure distribution dans une série télévisée dramatique pour Grey's Anatomy
- Satellite Awards 2007 : Meilleure actrice dans une série dramatique pour Grey's Anatomy
- Screen Actors Guild Awards 2007 : Meilleure distribution pour une série dramatique pour Grey's Anatomy
- People's Choice Awards 2013 : Meilleure actrice dramatique dans une série télévisée dramatique pour Grey's Anatomy
- People's Choice Awards 2015 : Meilleure actrice dramatique dans une série télévisée dramatique pour Grey's Anatomy
- People's Choice Awards 2020 : Star féminine de série télévisée de l'année pour Grey's Anatomy

### Nominations
- 2005 : Teen Choice Awards de la meilleure révélation féminine dans une série télévisée dramatique pour Grey's Anatomy
- 2005 : Teen Choice Awards de la meilleure actrice dans une série télévisée dramatique pour Grey's Anatomy
- Golden Globes 2007 : Meilleure actrice dans une série dramatique pour Grey's Anatomy
- 2011 : People's Choice Awards du docteur TV préféré dans une série télévisée dramatique pour Grey's Anatomy
- People's Choice Awards 2012 : Actrice TV dramatique préféré dans une série télévisée dramatique pour Grey's Anatomy
- People's Choice Awards 2014 :
  - Alchimie à l'écran préférée partagée avec Patrick Dempsey préféré dans une série télévisée dramatique pour Grey's Anatomy
  - Copines préférée partagée avec Sandra Oh préféré dans une série télévisée dramatique pour Grey's Anatomy
- 2017 : MTV Movie Awards du meilleur déchirement dans une série télévisée dramatique pour Grey's Anatomy
- People's Choice Awards 2017 : Actrice dramatique TV préférée dans une série télévisée dramatique pour Grey's Anatomy
- People's Choice Awards 2018 : Star féminine TV préférée dans une série télévisée dramatique pour Grey's Anatomy
- People's Choice Awards 2020 : Star féminine TV préférée dans une série télévisée dramatique pour Grey's Anatomy
- People's Choice Awards 2021 :
  - Star féminine TV de l'année 2021 préférée dans une série télévisée dramatique pour Grey's Anatomy
  - Star dramatique TV de l'année 2021 préférée dans une série télévisée dramatique pour Grey's Anatomy